# Orfanato

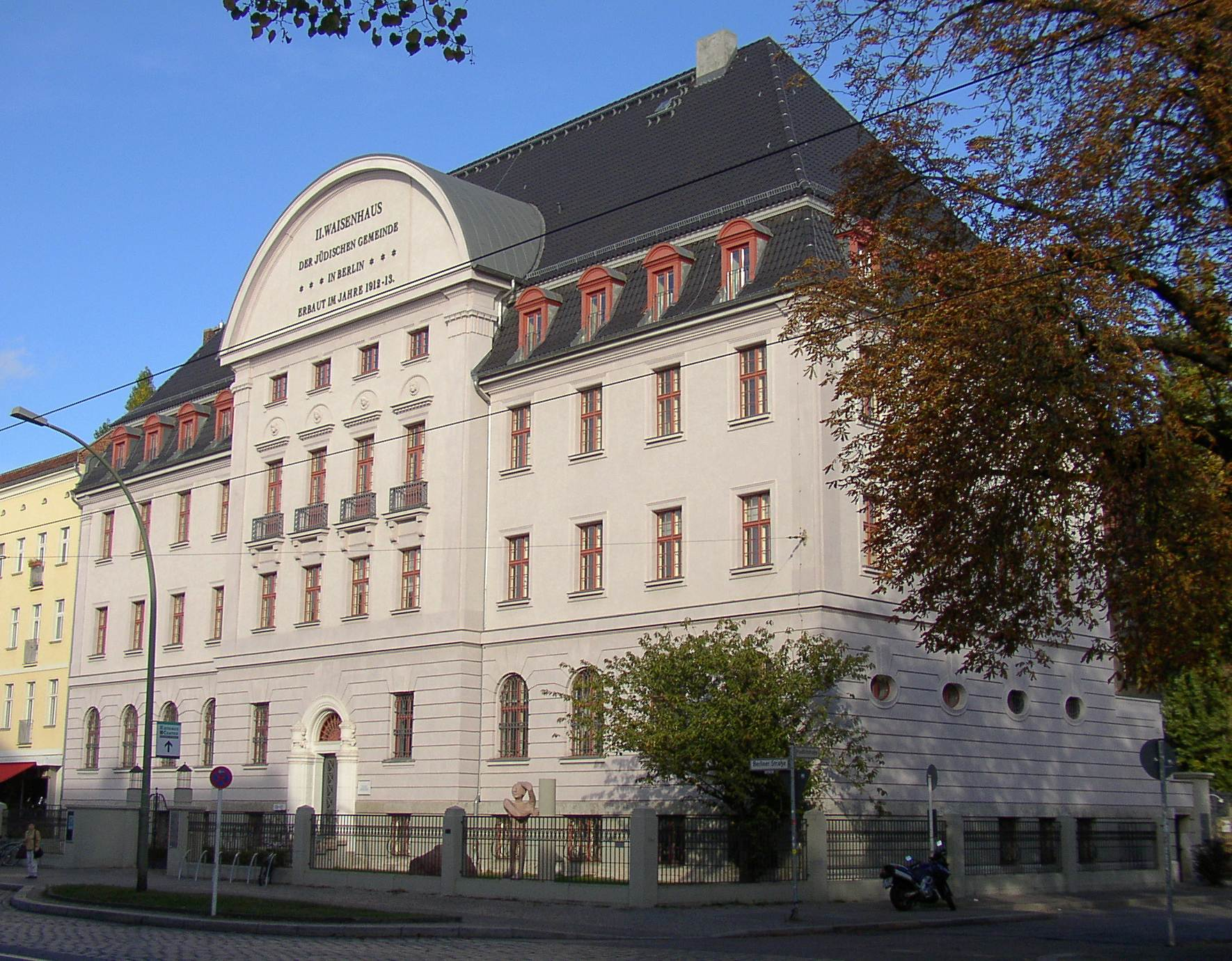
Antiguo orfanato judío de Berlín-Pankow.

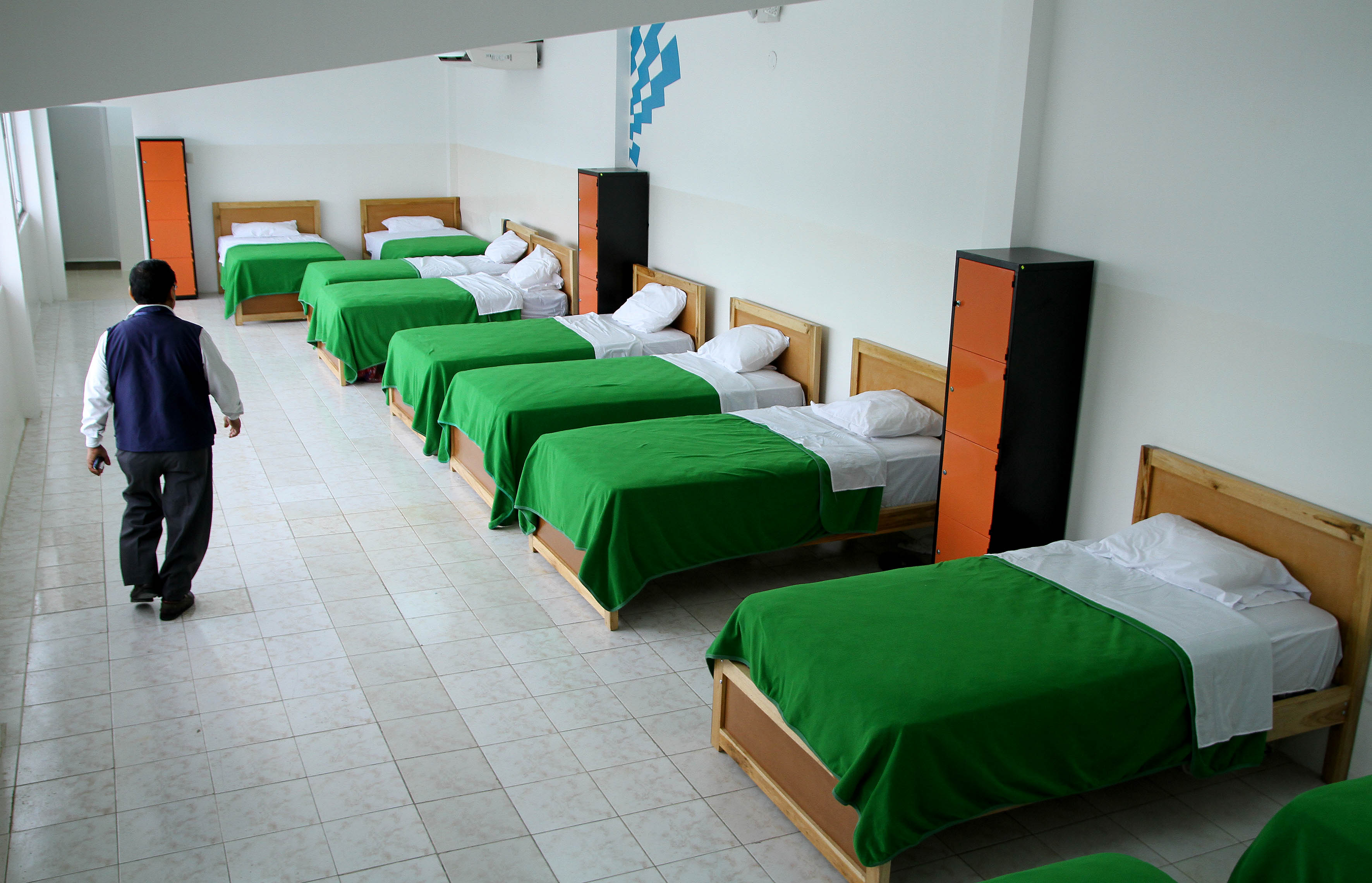
Interior de un centro de acogida para menores en Guayaquil, Ecuador.

Un orfanato, orfanatorio,  orfelinato, centro de acogida de menores o "centro de protección de menores" (del latín: orphanus+torium (lugar) y este del griego ορφανος "abandonado") es una institución encargada del cuidado de los menores de edad, huérfanos o abandonados (expósitos) y de los niños o adolescentes a quienes las autoridades han separado de sus progenitores, retirándoles la patria potestad.

## Historia

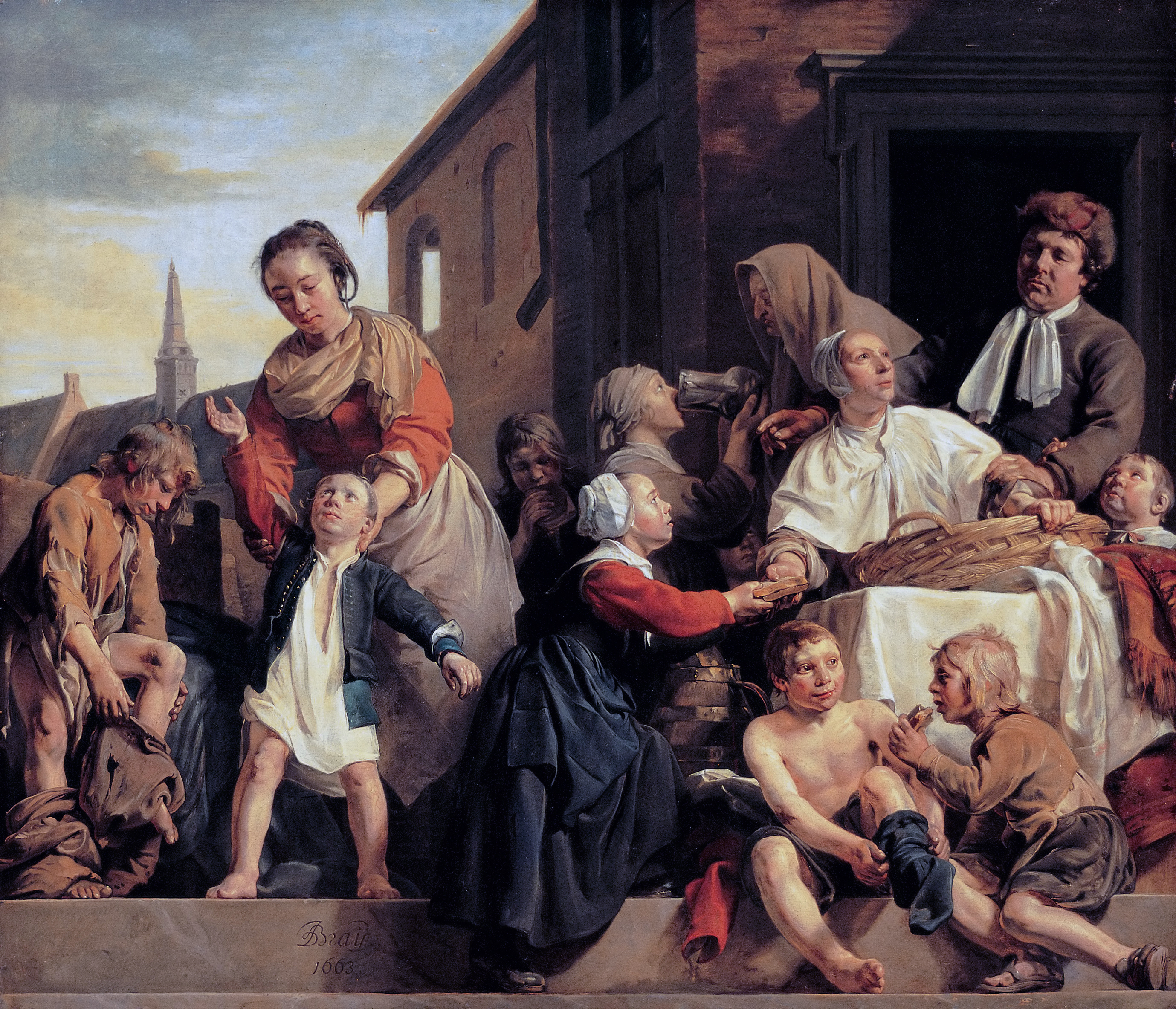
Cuidando a los huérfanos, por el artista holandés Jan de Bray, 1663.

Los romanos formaron sus primeros orfanatos alrededor del año 400 d. C. La ley judía prescribía el cuidado de la viuda y el huérfano, y la ley ateniense apoyaba a todos los huérfanos de los muertos en el servicio militar hasta la dieciocho años. Platón (Leyes, 927) dice: "Los huérfanos deben ser puestos bajo el cuidado de tutores públicos. Los hombres deben tener miedo de la soledad de los huérfanos y de las almas de sus padres fallecidos. Un hombre debe amar al desafortunado huérfano del que es tutor como si fuera su propio hijo. Debe ser tan cuidadoso y diligente en la administración de los bienes del huérfano como de los suyos propios, o incluso más cuidadoso aún" El cuidado de los huérfanos se encomendaba a los obispos y, durante la Edad Media, a los monasterios. En cuanto tenían la edad suficiente, los niños solían ser entregados como aprendices a los hogares para asegurar su manutención y aprender un oficio.
En la Europa medieval, el cuidado de los huérfanos solía residir en la Iglesia. La Ley de Pobres isabelinas fue promulgada en la época de la Reforma y colocó la responsabilidad pública en las parroquias individuales para el cuidado de los pobres indigentes.

### Hospitales Foundling

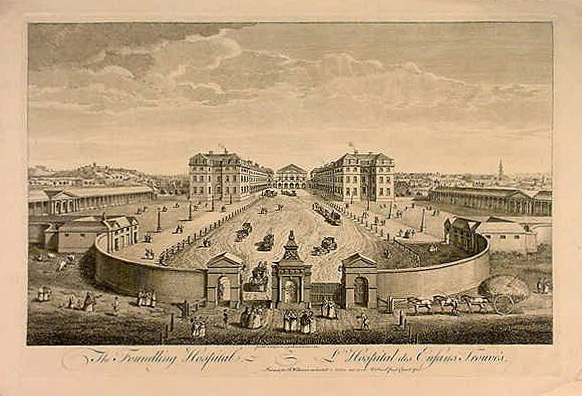
The Foundling Hospital. El edificio ha sido demolido.

El crecimiento de la filantropía sentimental en el siglo XVIII llevó a la creación de las primeras instituciones de caridad que atenderían a los huérfanos.
El Hospital de Niños Expósitos fue fundado en 1741 por el filantrópico capitán de barco Thomas Coram en Londres, Inglaterra, como hogar infantil para la "educación y mantenimiento de niños pequeños expuestos y abandonados". Los primeros niños fueron admitidos en una casa provisional situada en Hatton Garden. Al principio, no se hacían preguntas sobre el niño o los padres, pero los padres ponían una ficha distintiva a cada niño.
Al ser recibidos, los niños eran enviados a nodrizas en el campo, donde permanecían hasta los cuatro o cinco años. A los dieciséis años, las niñas eran generalmente aprendices como servidores durante cuatro años; a los catorce, los niños eran aprendices en una variedad de ocupaciones, normalmente durante siete años. Había un pequeño fondo de beneficencia para los adultos.
En 1756, la Cámara de los Comunes resolvió que todos los niños que se ofrecieran debían ser recibidos, que debían designarse lugares de recepción locales en todo el país y que los fondos debían ser garantizados públicamente. En consecuencia, se colgó una cesta en el exterior del hospital; la edad máxima de admisión se elevó de dos meses a doce, y una avalancha de niños llegó desde las casas de trabajo del país. El Parlamento pronto llegó a la conclusión de que la admisión indiscriminada debía cesar. El hospital adoptó un sistema de recepción de niños sólo con sumas considerables. Esta práctica se interrumpió finalmente en 1801, y a partir de entonces se convirtió en una norma fundamental que no se recibiera dinero.

### SigloXIX

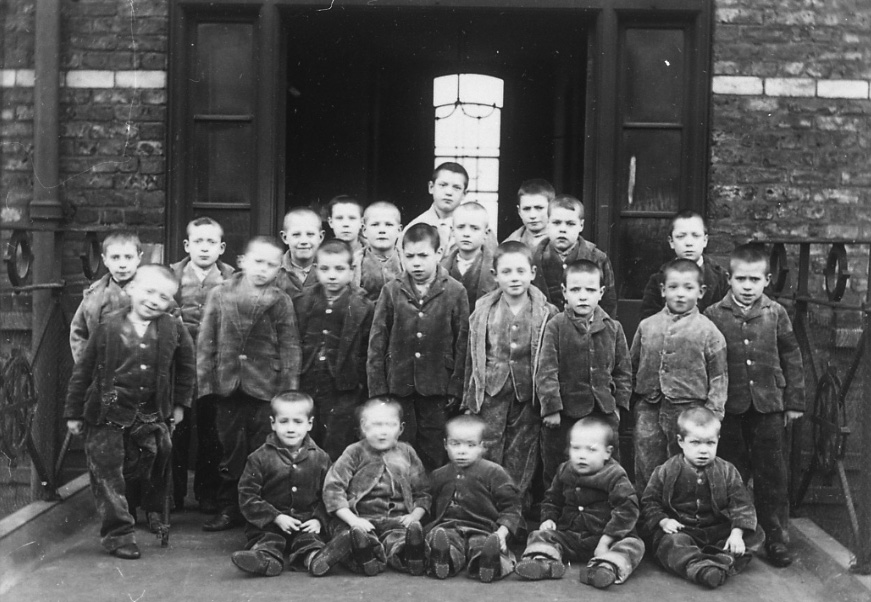
Un grupo de huérfanos en el Crumpsall Workhouse en el.

A principios del siglo XIX, el problema de los niños abandonados en las zonas urbanas, especialmente en Londres, comenzó a alcanzar proporciones alarmantes. El sistema de workhouse, instituido en 1834, aunque a menudo brutal, fue un intento en su momento de albergar a los huérfanos así como a otras personas vulnerables de la sociedad que no podían mantenerse a cambio de trabajo. Las condiciones, especialmente para las mujeres y los niños, eran tan malas que provocaron una protesta entre la reforma social de la clase media; algunas de las novelas más famosas de Charles Dickens, como Oliver Twist, destacaban la difícil situación de los vulnerables y las condiciones a menudo abusivas que prevalecían en los orfanatos de Londres.
El clamor por el cambio llevó al nacimiento del movimiento de los orfanatos. En Inglaterra, el movimiento despegó realmente a mediados del siglo XIX, aunque ya antes se habían creado orfanatos como el Orphan Working Home de 1758 y el Bristol Asylum for Poor Orphan Girls de 1795. Los orfanatos privados fueron fundados por benefactores particulares; estos solían recibir mecenazgo real y supervisión gubernamental. 
También se crearon escuelas de trapo, fundadas por John Pounds y Lord Shaftesbury para proporcionar a los niños indigentes una educación básica.
En Estados Unidos también se crearon orfanatos desde principios del siglo XIX; por ejemplo, en 1806, el primer orfanato privado de Nueva York (la Orphan Asylum Society, actual Graham Windham) fue cofundado por Elizabeth Schuyler Hamilton, viuda de Alexander Hamilton, uno de los Padres Fundadores de los Estados Unidos. Bajo la influencia de Charles Loring Brace, el acogimiento familiar se convirtió en una alternativa popular desde mediados del siglo XIX. Más tarde, la Ley de Seguridad Social de 1935 mejoró las condiciones al autorizar la ayuda a las familias con hijos dependientes como una forma de seguridad social.

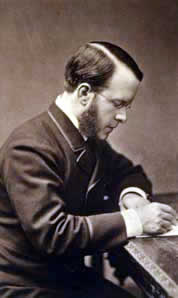
Thomas John Barnardo, fundador del Barnardos Home para niños huérfanos.

Un filántropo muy influyente de la época fue Thomas John Barnardo, fundador de la organización benéfica Barnardos. Consciente del gran número de niños sin hogar e indigentes a la deriva en las ciudades de Inglaterra y animado por el 7.º conde de Shaftesbury y Hugh Cairns, 1.er conde Cairns, abrió el primero de los "Hogares del Dr. Barnardo" en 1870. A su muerte, en 1905, había establecido 112 hogares de distrito, que buscaban y recibían a niños abandonados y vagabundos, para alimentarlos, vestirlos y educarlos. El sistema bajo el cual se llevaba a cabo la institución es el siguiente: los bebés y las niñas y niños más pequeños eran principalmente "alojados" en distritos rurales; las niñas mayores de catorce años eran enviadas a los hogares de formación industrial, para que se les enseñaran ocupaciones domésticas útiles; los niños mayores de diecisiete años eran primero probados en los hogares de trabajo y luego colocados en el empleo en el hogar, enviados al mar, o emigrados; los niños de entre trece y diecisiete años de edad eran entrenados para los diversos oficios para los que podían ser mentalmente o físicamente aptos.

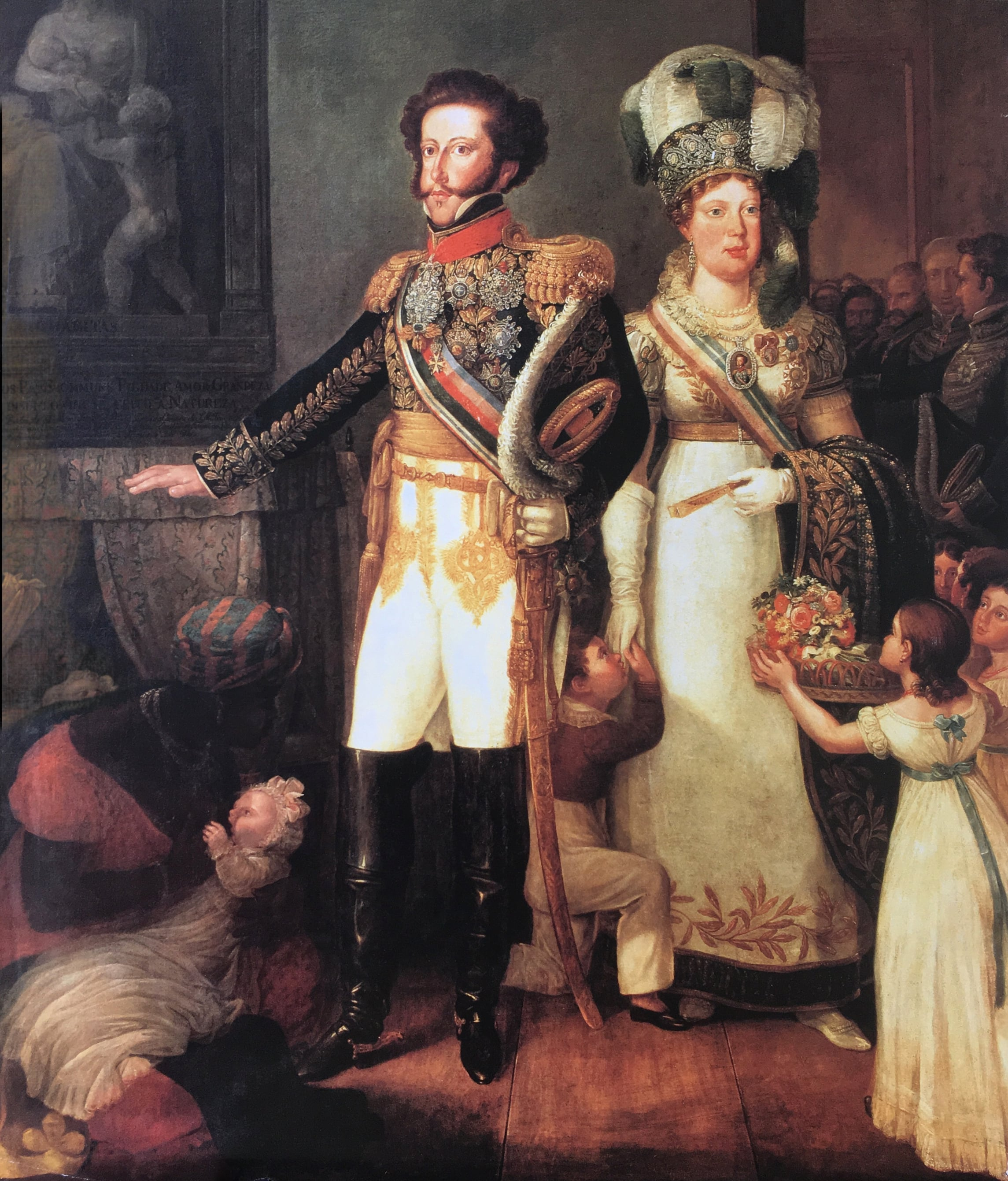
El emperador Pedro I de Brasil y su esposa Maria Leopoldina visitando un orfanato en Río de Janeiro, 1826.

### Desinstitucionalización
Las pruebas de diversos estudios respaldan la importancia vital de la seguridad del apego y el desarrollo posterior de los niños. La desinstitucionalización del programa de orfanatos y hogares infantiles en Estados Unidos comenzó en la década de 1950, tras una serie de escándalos relacionados con la coacción a los padres biológicos y el abuso de los huérfanos (especialmente en la Georgia Tann de la Tennessee Children's Home Society). En Rumanía, se estableció un decreto que promovía agresivamente el crecimiento de la población, prohibiendo la anticoncepción y los abortos a las mujeres con menos de cuatro hijos, a pesar de la miserable pobreza de la mayoría de las familias. Tras el derrocamiento de Ceausescu, dejó una sociedad incapaz y poco dispuesta a cuidar de sus hijos. Los investigadores llevaron a cabo un estudio para ver las implicaciones de esta negligencia en la primera infancia en el desarrollo. Los niños rumanos criados de forma típica mostraban altos índices de apego seguro. Mientras que los niños criados institucionalmente mostraron enormes tasas de apego desorganizado. Muchos países aceptaron la necesidad de desinstitucionalizar el cuidado de los niños vulnerables, es decir, cerrar los orfanatos en favor de la acogida y la adopción acelerada.
El cuidado de acogida funciona recogiendo a los niños de sus hogares debido a la falta de cuidados o a los abusos de sus padres, mientras que los orfanatos acogen a niños sin padres o a niños cuyos padres los han abandonado en busca de una vida mejor, normalmente debido a los ingresos. Las principales organizaciones benéficas centran cada vez más sus esfuerzos en la reintegración de los huérfanos para que permanezcan con sus padres o con su familia y comunidades. Los orfanatos ya no son comunes en la Comunidad Europea, y Rumanía, en particular, ha luchado mucho para reducir la visibilidad de sus instituciones infantiles para cumplir las condiciones de su entrada en la Unión Europea.
Algunos han afirmado que es importante entender las razones del abandono de los niños, y luego establecer servicios alternativos específicos para apoyar a las familias vulnerables en riesgo de separación como las unidades materno-infantiles y los centros de día.
La prevención en centros de acogida de menores implica brindar entornos seguros, educativos y terapéuticos que aborden las causas de la vulnerabilidad, mientras que el tratamiento se enfoca en la atención integral, incluyendo apoyo emocional, educativo y social, para promover su bienestar y reintegración.

## Alternativas
Las principales alternativas al ingreso de un bebé o un niño en un orfanato son la adopción o las familias de acogida. De hecho estas son consideradas una alternativa mejor para los infantes que el orfanato.

## Financiación
Los orfanatos o centros de acogida de menores pueden estar financiados mediante capital público o privado, siendo tradicional su adjudicación a entidades religiosas.
Algunas grandes organizaciones benéficas internacionales siguen financiando orfanatos, pero la mayoría siguen siendo fundados por organizaciones benéficas más pequeñas y grupos religiosos. Especialmente en países en desarrollo, los orfanatos pueden aprovecharse de las familias vulnerables en riesgo de ruptura y reclutar activamente a los niños para asegurar una financiación continua. Los orfanatos de los países en desarrollo rara vez son gestionados por el Estado. Sin embargo, no todos los orfanatos que son estatales están menos corrompidos; los orfanatos rumanos, como los de Bucarest, se fundaron debido al aumento de la población catalizado por el dictador Nicolae Ceaușescu, que prohibió el aborto y el control de la natalidad e incentivó la procreación para aumentar la mano de obra rumana.

## En México
En México, las casas cuna para atender a menores desde recién nacidos hasta los 4 años de edad en estado de indefensión, formaron parte del Instituto Mexicano de Asistencia a la Niñez, para pasar luego a ser competencia del Sistema Nacional para el Desarrollo Integral de la familia (DIF), a través de centros asistenciales del tipo casa cuna "tlalpan", casa "coyoacan", casas hogar para niñas y varones, y centro amanecer para niños. Los principales objetivos de las casas cuna y sus variantes sociales son dar respuesta inmediata a la solicitud de ingreso y atención social, educación, puericultura, psicología a niños y niñas de 0 a 4 años de edad.
Asimismo se pretende promover acciones de investigación de los factores que generan vulnerabilidad en los infantes cuyo abandono fue provocado por una situación socioeconómica y cultural (la madre y el padre se vieron en la necesidad de irse a trabajar para conseguir los medios económicos suficientes para sobrevivir).
Las nuevas casas cuna garantizan la protección y el desarrollo integral de las niñas, niños y adolescentes que por alguna situación de vulnerabilidad social se encuentran en riesgo de abandono o de maltrato, promoviendo el acceso de los servicios básicos de desarrollo, al ejercicio pleno de sus derechos y a una formación con sentido humano, que fortalezca sus capacidades individuales y acceso a una vida digna. Así mismo, se inicia su reintegración a la vida familiar y social en el menor tiempo posible, ya sea a su núcleo de origen u hogares sustitutos mediante la adopción.

## En España
En España hay (en 2019) 1.228 centros de acogida de menores, gestionados por entidades colaboradoras (el 80 por ciento) o de titularidad pública (el 20 por ciento). La mayoría son centros ordinarios, pero también hay centros para menores con problemas de conducta.
Las entidades encargadas de gestionar estos centros de menores incluyen ONGs, asociaciones, fundaciones, congregaciones religiosas y también empresas.
En total hay en España cerca de 43.000 menores bajo tutela estatal, que viven ya sea en centros (la mayoría) o bien en familias de acogida. Pasan a esa situación tras retirársele la tutela a sus padres biológicos a raíz de una orden judicial o de la intervención de los servicios sociales de la zona. A los 18 años abandonan los centros de protección.